# Major League Soccer de 2018
A Major League Soccer de 2018 foi a 106ª temporada de futebol sancionada pela FIFA nos Estados Unidos e no Canadá, a 40ª como primeira divisão nacional na América do Norte e a 23ª temporada da MLS. A temporada regular começou em março de 2018 e acabou em outubro de 2018. Os playoffs começaram no final de outubro de 2018 e foi concluída com a final em dezembro de 2018.
Nesta temporada uma equipe estreou, o Los Angeles FC.
A equipe de Toronto defendeu o título da Copa da MLS e da temporada regular.